# ماپلوود (ایندیانا)
ماپلوود (به انگلیسی: Maplewood) یک منطقهٔ مسکونی در ایالات متحده آمریکا است که در شهرستان هندریکس، ایندیانا واقع شده‌است. ماپلوود ۲۸۸٫۰۴ متر بالاتر از سطح دریا واقع شده‌است.